# Apsilochorema hwangi
Apsilochorema hwangi is een schietmot uit de familie Hydrobiosidae. De soort komt voor in het Oriëntaals gebied.